# Kazuko Hironaka
Kazuko Hironaka (jap. 弘中 和子, Hironaka Kazuko) ist eine ehemalige japanische Fußballspielerin.

## Karriere

### Verein
Sie begann ihre Karriere bei Nissan FC Ladies.

### Nationalmannschaft
Hironaka absolvierte ihr erstes Länderspiel für die japanischen Nationalmannschaft am 17. Oktober 1984 gegen Italien. Sie wurde in den Kader der Asienmeisterschaft der Frauen 1986, 1989 und Asienspiele 1990 berufen. Insgesamt bestritt sie 21 Länderspiele für Japan.